# Parahelichus koltzei
Parahelichus koltzei är en skalbaggsart som beskrevs av Bollow 1940. Parahelichus koltzei ingår i släktet Parahelichus och familjen öronbaggar. Inga underarter finns listade i Catalogue of Life.